# Panorama urbain
Pour les articles homonymes, voir Panorama (homonymie).

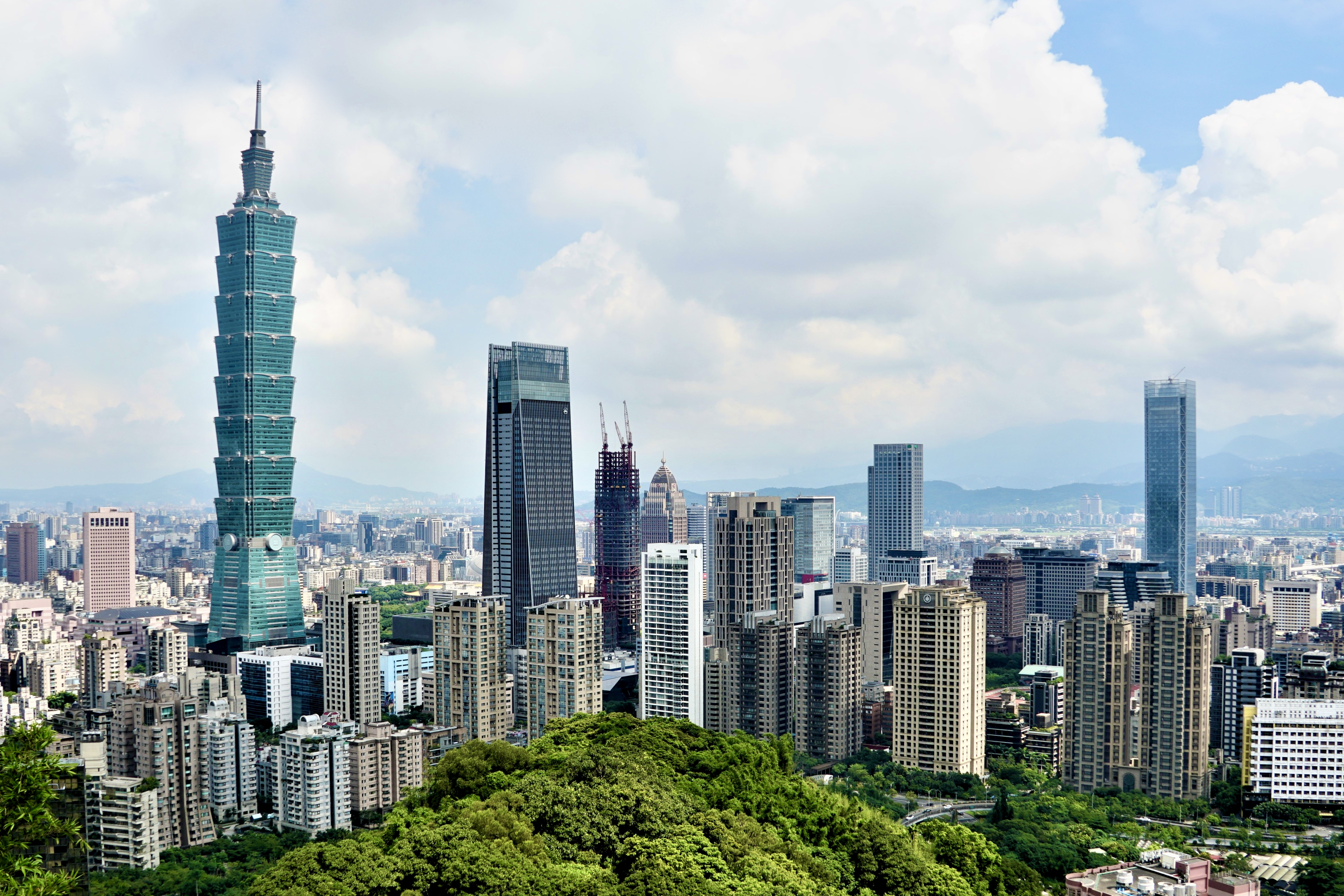
Panorama urbain de Taipei.

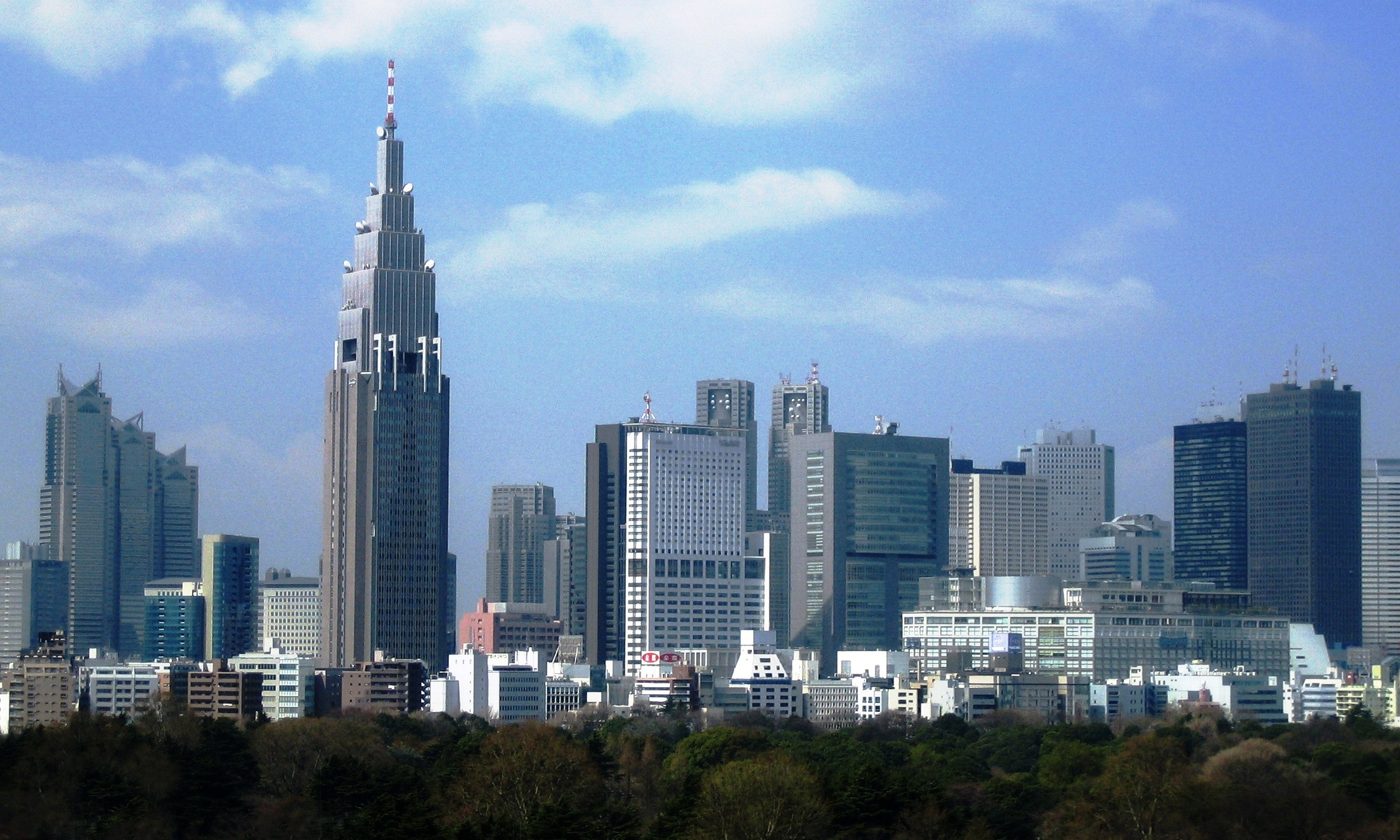
Panorama urbain de Tokyo.

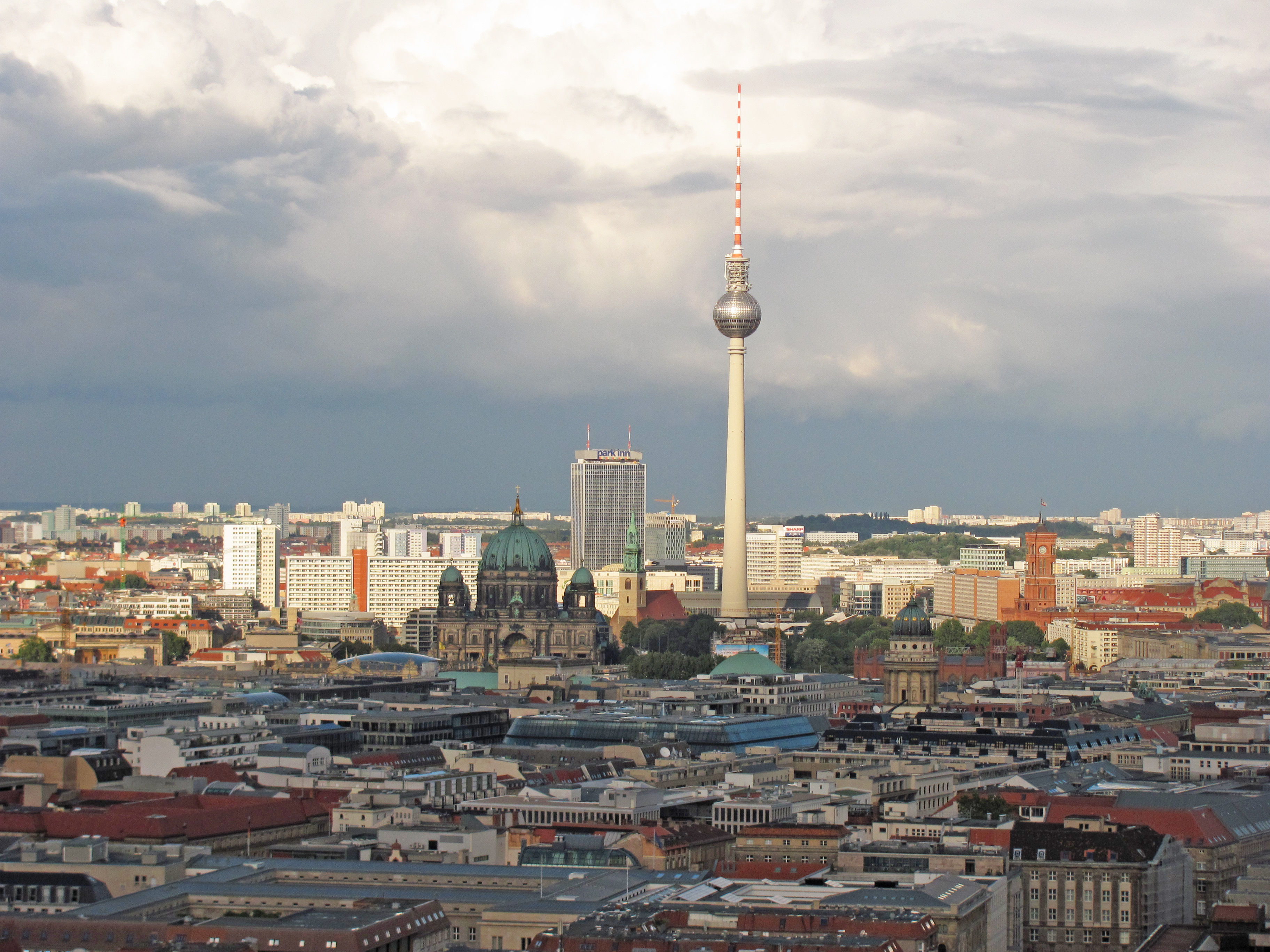
Panorama urbain de Berlin.

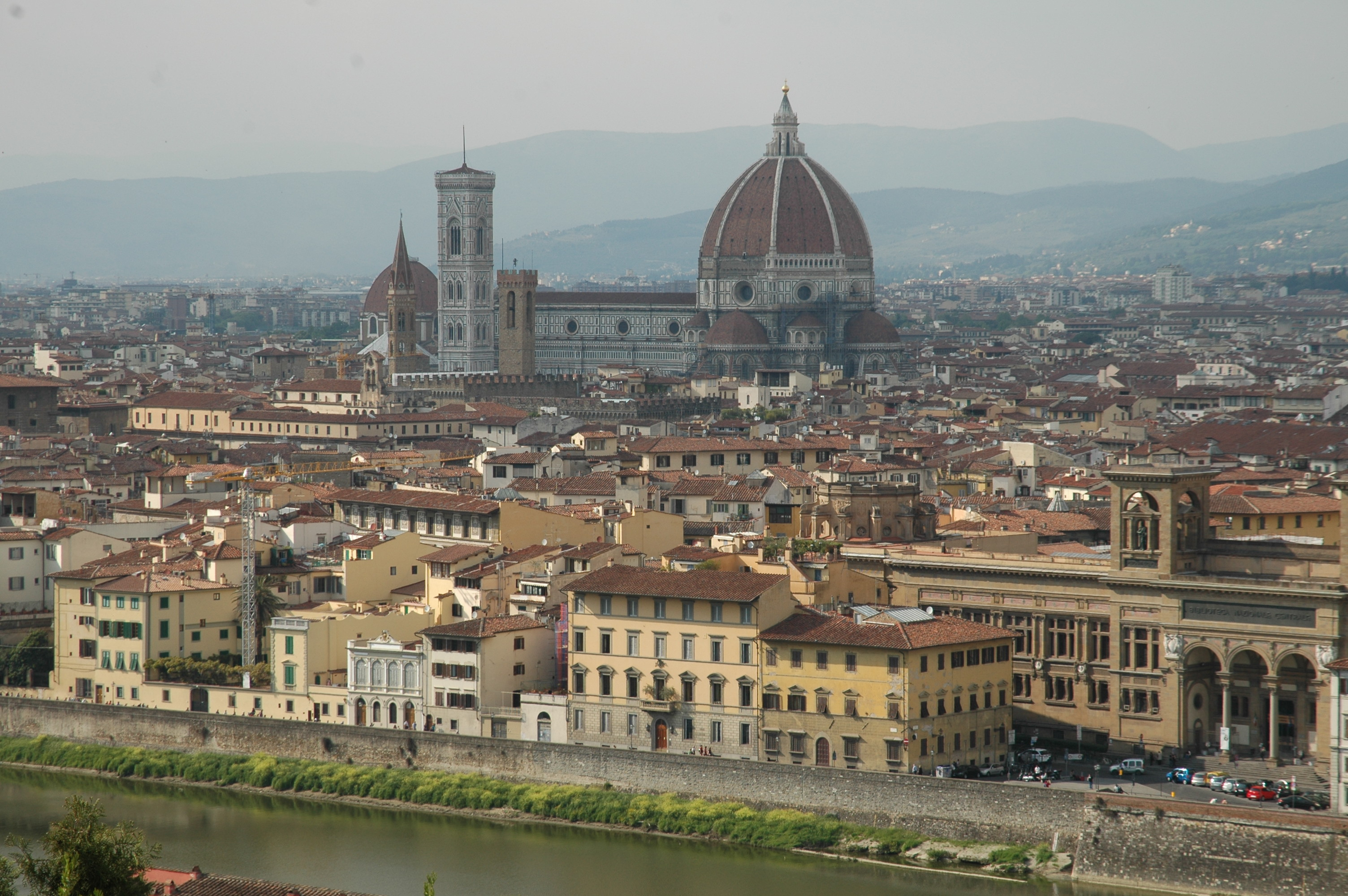
Panorama urbain de Florence

Un panorama urbain, aussi nommé silhouette urbaine et désigné par l'anglicisme skyline, est un terme hyponymique de la ligne d'horizon qui décrit la droite visuelle tangente à la courbure terrestre (mer) et ses plissements (sommets). Elle est observée depuis un site présentant une certaine altitude ou cote Z.
Un panorama urbain est une vue partielle ou totale des immeubles et structures élevés d'une ville. On peut aussi le décrire comme la ligne d'horizon artificielle dessinée par la structure d'ensemble de la ville. On emploie souvent ce terme lorsque la présence de gratte-ciel donne à cette ligne d'horizon un caractère spectaculaire ou fortement reconnaissable.

## Définition
Le panorama urbain, désigne la silhouette urbaine dessinée sur l'horizon par l'ensemble des structures urbaines et objets naturels en hauteur, notamment les montagnes et les gratte-ciel
Cette droite visuelle peut prendre une dimension symbolique et emblématique lorsque l'on reconnaît une ville grâce à un de ses bâtiments. Par exemple, l'Empire State Building à New York, la Tour Eiffel à Paris ou l'Opéra de Sydney. Cette dimension peut servir de support pour la communication urbaine.

## Historique
Si on peut parler de panorama urbain pour certaines villes anciennes telles que San Gimignano en Toscane (XIVe siècle) ou Shibam au Yémen (XVIe siècle), c'est à partir de la fin du XIXe siècle qu'une course effrénée à la hauteur a produit dans le Nouveau monde (États-Unis et Canada essentiellement) les premiers panoramas urbains fortement reconnaissables.
Au XXe siècle, ce genre de paysage s'est développé sur tous les continents. Ces développements architecturaux sont souvent synonymes de croissance.

## Typologie photographique
- Vue diurne : la vue la plus classique sur un panorama de ville est prise à la lumière du jour. Au crépuscule ou à l'aube, on peut profiter des variations de couleur sur l'horizon en arrière-plan.
- Silhouette : cette vue est prise de telle manière que les immeubles forment un bloc sans interstice entre eux, ce qui donne une vision de la segmentation des niveaux attiques.
- Vue nocturne : un panorama urbain pris de nuit. Cette vue met en valeur les éclairages intérieurs des gratte-ciel et les illuminations des façades extérieures. Dans les villes situées au bord d'une étendue d'eau, la réflexion sur le bassin aquatique participe à l'effet produit de la vue.

Panorama urbain de Chicago.

Panorama urbain de Paris.

Panorama urbain de Taipei.

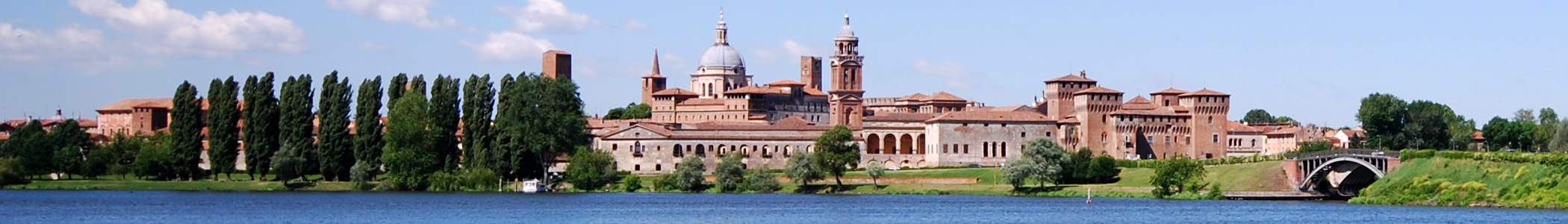
Panorama urbain de Mantoue.

## Emplois dans les médias
- Le générique de la série télévisée allemande Le Destin de Lisa se conclut sur un dessin représentant le panorama urbain de Berlin, où se déroule l'action, avec la Fernsehturm et la Porte de Brandebourg particulièrement reconnaissables.
- Les panoramas de Downtown Los Angeles et Downtown Chicago sont souvent utilisés dans des films, des séries télévisées ou des clips musicaux.
- L'utilisation d'un panorama urbain est courant dans les séries où la ville où se déroule l'action est importante, que ce soit dans le générique (comme celui de Downtown Miami dans Deux flics à Miami ou celui de Downtown Dallas dans la série éponyme), ou lorsqu'il s'agit d'introduire un épisode (comme celui de San Francisco dans Charmed, ou celui de Houston dans Walker, Texas Ranger) ou une césure (comme celui Manhattan dans Friends, ou de Bankenviertel dans Airport unité spéciale).